# Phaonia szelenyii
Phaonia szelenyii este o specie de muște din genul Phaonia, familia Muscidae, descrisă de Mihalyi în anul 1974. Conform Catalogue of Life specia Phaonia szelenyii nu are subspecii cunoscute.